# Juan de Góngora

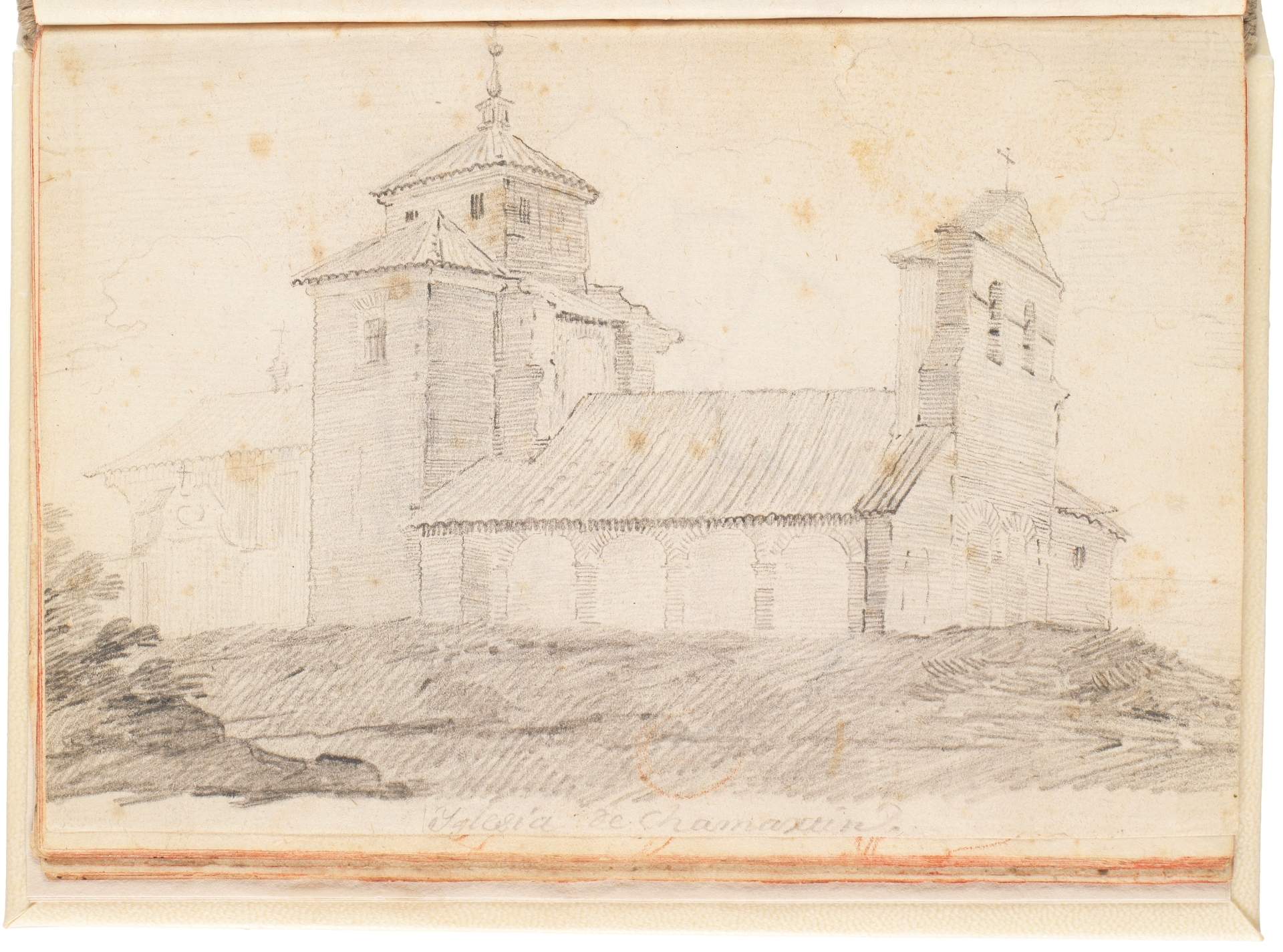
Iglesia de San Miguel en Chamartín de la Rosa, de la que fue patrono Juan de Góngora desde 1655 hasta su muerte. (En un dibujo de José del Castillo)

Juan de Góngora (o Juan Jiménez de Góngora), I marqués de Almodóvar del Río (Córdoba, 1608-Madrid, 10 de enero de 1668) fue un político y hacendista español al servicio de Felipe IV.

## Biografía
Fue el segundo de los vástagos del matrimonio formado por Baltasar Jiménez de Góngora y Cabrera y Beatriz de Castillejo y de los Ríos. Su padre era un notable en  Córdoba, siendo veinticuatro de la ciudad y posteriormente, tesorero general de Felipe III, caballero de la orden de Santiago y señor de Magaña. Tuvo dos hermanos:
- Luis Jiménez de Góngora, personaje que desempeñó múltiples cargos y posiciones.[Nota 1]
- Mayor de Góngora, casada en 1622 con Íñigo Fernández de Córdoba Ponce de León. Su hijo acabaría recogiendo la sucesión de su tío Juan de Góngora.

Era pariente del célebre poeta cordobés, Luis de Góngora. Luis de Góngora le dedicaría un poema: A Don Iuan de Góngora, y Castillejo estudiante niño en un coloquio.
Estudió derecho en Salamanca, en el Colegio del Arzobispo Fonseca. Tras finalizar sus estudios comenzó una carrera como magistrado en el sistema polisinodial de la monarquía hispánica. Entre otros cargos, fue alcalde de casa y corte, consejero de los consejos de Indias, de Hacienda y de Castilla, llegando a ser presidente delde Hacienda. En 1665 adquirió de Juan Díaz de Camargo, cura de la iglesia parroquial de la Asunción de Algete, la propiedad y señorío de la Villa de Chamartín que comprendía una propiedad que sería posteriormente conocida como Quinta del Recuerdo.Además, como dueño y señor de Chamartín, fue patrono de su iglesia parroquial, la de San Miguel.
Posteriormente, en 1661 adquirió la casa o quinta que fue del ya fallecido Juan Serrano de Zapata a los acreedores de este. Tras su muerte, su viuda Luisa de Góngora vendería la propiedad en marzo de 1673 a Manuel José Cortizos. En las cercanías de esta casa, fue encargado de fundar el convento de la Purísima Concepción, de mercedarias descalzas, por orden de Felipe IV. Este convento sería conocido por ello como las Góngoras.
En la etapa final del reinado de Felipe IV creció su poder, siendo muy favorecido por Luis de Haro, marqués del Carpio. En 1667 sería nombrado marqués de Almodóvar del Río por Mariana de Austria, como gobernadora de su hijo Carlos II. 
Murió en Madrid en 1668.

## Matrimonio
En 1640 contrajo matrimonio con Luisa de Góngora, hija de su hermano Luis, por tanto su sobrina carnal. De la unión tuvieron varios hijos que morirían en la infancia, entre ellos Luis José de Góngora, que murió solo unos meses después que su padre el 4 de mayo de 1668. 
Su viuda casaría en segundas nupcias con Luis de Meneses, II marqués de Meneses, IV conde de Taroca. 

## Títulos, cargos y órdenes

### Títulos
- I marqués de Almodóvar del Río.

A lo largo de su vida adquirió distintos señoríos jurisdiccionales: Almodóvar del Río, La Rambla, Espiel, Santa María de Trasierra y Chamartín de la Rosa.

### Cargos
- Veinticuatro de Córdoba.
- Consejo de Hacienda.
  - Presidente.
  - Consejero.
- Consejero del Consejo de Castilla y de la Cámara de Castilla.
- Consejero del Consejo de Indias.
- Presidente del Honrado Concejo de la Mesta (1661-1662).[9]

### Órdenes
- Caballero de la Orden de Santiago.

### Individuales
1. ↑  Díaz Blanco, José Manuel (30 de octubre de 2021). «Reseña de: Heredia López, Alfonso Jesús, El control de la corrupción en la Monarquía Hispánica. La Casa de la Contratación (1642-1660». Espacio Tiempo y Forma. Serie IV, Historia Moderna (34): 543-546. ISSN 1131-768X. doi:10.5944/etfiv.34.2021.31747. Consultado el 26 de diciembre de 2022.
2. ↑  Martínez Bara, José Antonio (1961). «Algunos datos más sobre la familia de Góngora». Revista de Filología Española XLIV (3/4): 351-383.
3. ↑  Góngora y Argote, Luis de (1667). Obras de Don Luis de Gongora, primera parte: Sacadas a luz de nuevo, y enmendadas en esta ultima impression. En la Officina de Ivan Da Costa. pp. 39-40. Consultado el 26 de diciembre de 2022.
4. 1 2 3  Álvarez-Sierra, José. Geografia Medica de Chamartin de la Rosa. Real Academia Nacional de Medicina. p. 54. Consultado el 12 de marzo de 2024.
5. ↑  Fayard, Janine (1979). «Vie matérielle et attitudes mentales». Les Membres du conseil de Castille à l'époque moderne (1621-1746) (en francés). Librairie Droz. p. 530. ISBN 978-2-600-04529-2. Consultado el 21 de marzo de 2024.
6. ↑  Mayoralgo y Lodo, José Miguel de (2007). «Necrologio nobiliario madrileño del siglo XVIII (1701-1808)». Hidalguía: la revista de genealogía, nobleza y armas (322-323): 421-524. ISSN 0018-1285. Consultado el 26 de diciembre de 2022.
7. ↑  Ramos, Antonio (1781). «XVIII. II». Description genealogica de la Casa de Aguayo. p. 309. Consultado el 26 de diciembre de 2022.
8. ↑  Sánchez-Arcilla Bernal, José (27 de diciembre de 2017). Control y responsabilidad de los jueces (Siglos XVI-XXI).. Dykinson. p. 108. ISBN 978-84-1324-004-6. Consultado el 26 de diciembre de 2022.
9. ↑  Brieva, Matías (1828). Colección de Leyes, Reales Decretos y órdenes etc. Repullés. p. XVIII. Consultado el 21 de marzo de 2024.